# Paul-Eugène Claessens
Pour les articles homonymes, voir Claessens.
Paul-Eugène Claessens, est un historien d'art et généalogiste belge, né à Bruxelles le 29 décembre 1896 et mort le 4 janvier 1971 dans sa ville natale. Il était le fils de Paul-Joseph Claessens, relieur d'art réputé.
Il publia principalement dans la revue L'intermédiaire des généalogistes publiée par le S.C.G.D. dont il fut le secrétaire général.
Ses nombreux articles touchent principalement à l'histoire de l'art, à l'héraldique, aux Lignages de Bruxelles et à la généalogie.

## Pour approfondir